# カタリーナ・フォン・アルテンボックム

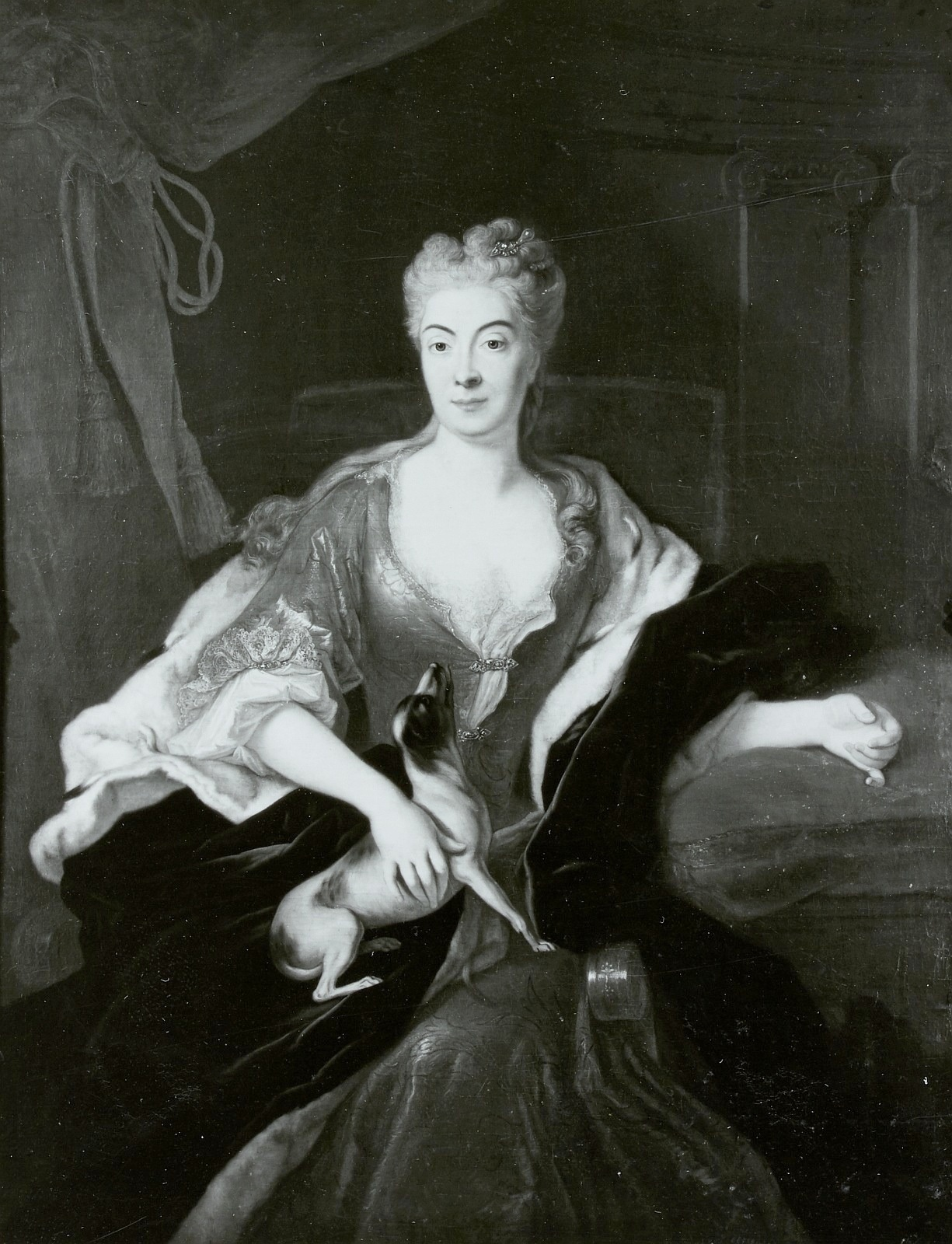
テシェン女侯カタリーナ、ルイ・ド・シルヴェストル画

ウルズラ・カタリーナ・フォン・アルテンボックム（Ursula Katharina von Altenbockum, 1680年11月25日 -  1743年5月4日）は、ポーランドとザクセンの統治者アウグスト強王の妾の1人。王の計らいで帝国諸侯（フュルスト）の地位を授けられ、テシェン女侯（Fürstin von Teschen）となった。ドイツ系ポーランド人で、ポーランド語名はウルシュラ・カタジナ・ボークム（Urszula Katarzyna Bokum）。

## 生涯
リトアニア大公国大膳官のヨハン・ハインリヒ・フォン・アルテンボックムと、その妻のコンスタンツィア・テクラ・ブラニツカの間の娘として生まれた。アルテンボックム家はヴェストファーレン地方の領主の家柄だが、16世紀にクールラント・ゼムガレン公国の地主貴族として移住した。父の代にポーランド王に仕えるようになった。
1695年、15歳で結婚適齢期に入ると、王冠領副大膳官の高位にあった40歳過ぎのイェジ・ドミニク・ルボミルスキ公爵と結婚した。ルボミルスキ家は当時のポーランドの最有力家門と見なされていた。1696年ヤン3世・ソビェスキ王が死ぬと、ポーランド首座大司教・グニェズノ大司教ミハウ・ステファン・ラジェヨフスキ枢機卿とのカタリーナとの親戚関係のおかげで、夫は次の国王が選出されるまでの国王代理を務めることになった。ローマ教皇は、国王代理を務めるルボミルスキ夫妻が「珍しく夫婦仲が良好」なことを喜んだ。当時のポーランド貴族の間では、めったに見られないことだったためである。新王にザクセン選帝侯のアウグスト強王が選ばれると、王はカタリーナに関心を向け始めた。ラジェヨフスキ枢機卿との親戚関係が、この時もカタリーナに大きな幸運をもたらした。
前任の公妾エスターレ伯爵夫人が追放されると、1700年カタリーナが正式に国王の新しい公妾と認められた。アウグスト強王はカタリーナをザクセン選帝侯領にも連れてゆき、ドレスデン宮廷においても彼女を公式寵姫と認めさせた。美しく、魅力的で、才気に富んだルボミルスカ公爵夫人は、ドレスデンの人々にも強い印象を与えた。1704年8月21日、カタリーナは男児を出産し、この子は父方の祖父に因んでヨハン・ゲオルク（1704年 - 1774年）と名付けられた。出産から5日後の8月26日、カタリーナは神聖ローマ皇帝レオポルト1世によって一代限りの帝国諸侯の身分を与えられ、テシェン女侯となった。
ところが息子を出産して以降、王の寵愛は衰えていった。翌1705年、カタリーナは劇的な形でアウグスト強王の身辺から排除され、ホイム男爵夫人コンスタンティア（後のコーゼル伯爵夫人）に取って代わられることになる。カタリーナは王から侮辱されて宮廷から追放され、ホイエルスヴェルダの所領に引きこもった。この所領は以前、アウグスト強王が25万ライヒスターラーの巨費を払って彼女のために賃借した物件で、その後カタリーナの完全所有に帰したものである。テシェン女侯はホイエルスヴェルダの商業と町娘たちによる手工業を奨励し、バロック様式の居館ホイエルスヴェルダ城を建設している。また、シュレジエン地方ブレスラウにも居館を購入した。
その後しばらくすると、ライバルのコーゼル伯爵夫人が失寵したためにカタリーナとアウグスト強王は和解し、カタリーナはドレスデン宮廷に戻った。彼女は尊大な態度を控え、相変わらず彼女を疎外する宮廷の人々の態度をも受け入れた。一方で、寵姫時代にその失脚の謀議に関わっていた元大法官ヴォルフ・ディートリヒ・フォン・バイヒリンゲンが罪を許され、元々彼に帰属していたホイエルスヴェルダの所領を返還するよう求めてきた際には、これをきっぱりと断った。
未だ容色の衰えていなかったカタリーナは、ドレスデン宮廷で10歳年下のヴュルテンベルク＝ヴィンネンタール公子フリードリヒ・ルートヴィヒから好意を寄せられるようになった。1721年、公子はカタリーナへの結婚の贈り物としてネシュヴィッツ城を購入、改築を始めた。カタリーナは公子の求婚を受け入れ、2人は1722年10月22日密かに結婚、翌年カタリーナはバロック様式への改築の済んだネシュヴィッツ城へ居を移した。この城は彼女の夏の居館兼狩猟用城館として使われた。この結婚生活は12年間続いたが、1734年9月19日に公子がポーランド継承戦争中のグアスタッラの戦いで戦死すると終わりを告げた。婚家のヴュルテンベルク家の再三の抗議にもかかわらず、カタリーナは夫の死後も生涯にわたって夫の家名・称号と紋章を使用し続けた。
ホイエルスヴェルダの所領は1737年、年額1万8000ライヒスターラーの賃料と引き換えに、アウグスト2世の唯一の嫡出子アウグスト3世に譲渡された。カタリーナの死後、彼女の息子に渡される賃料は、アウグスト3世と選帝侯家財務局の決定により6000ライヒスターラーに減額された。同じ1737年、カタリーナはネシュヴィッツ城と付属の所領を、アウグスト3世王の宰相アレクサンデル・ユゼフ・スウコフスキに売却した。
カタリーナは1733年アウグスト強王の死と同時にドレスデン宮廷に完全復帰した。彼女は1743年62歳で世を去った。遺骸はボヘミア・リトムニェジツェのイエズス会教会に葬られた。